# Sanya Richards-Ross
Sanya Richards-Ross född den 26 februari 1985 i Kingston, Jamaica är en amerikansk friidrottare som tävlar i kortdistanslöpning. Vid de olympiska sommarspelen i London 2012 vann hon guld på 400m.
Richards-Ross blev 2002 amerikansk medborgare och var två år senare med i det amerikanska lag som vann 4 x 400 meter vid OS i Aten. Året efter, 2005, blev hon tvåa vid VM i Helsingfors efter Bahamas Tonique Williams-Darling. Under 2006 var hon överlägsen i Världscupen och vann samtliga sex tävlingar i International Association of Athletics Federations Golden League. 
På de amerikanska mästerskapen 2007 som är kvalifikationstävlingar inför friidrotts-VM 2007 misslyckades Richards att bli bland de tre främsta och fick därför inte delta i VM på 400 meter. Richards var emellertid med i stafettlaget på 4 x 400 meter och tog där guld. Bortsett från VM var 2007 ett nytt fantastiskt år för Richards. Hon vann alla sex tävlingarna i IAAF:s Golden League och delade potten på 1 miljon USD med den ryska stavhopperskan Jelena Isinbajeva.
Under OS i Peking 2008 blev Richards trea i finalen på 400 meter och tog därmed sin första individuella OS-medalj. Vid samma mästerskap blev hon även guldmedaljör i stafetten på 4 x 400 meter. 
Inför VM 2009 i Berlin var Richards den stora favoriten till guldet på 400 meter. Hon hade fyra raka segrar från Golden League. Denna gång lyckades hon motsvara förväntningarna och vann på tiden 49,00.
Vid olympiaden i London 2012 vann hon ett efterlängtat individuellt OS-guld på 400 m med tiden 49,55. Tillsammans med sina lagkamrater vann hon guld på stafetten 4x400m.

## Personrekord
- 100 meter - 10,97
- 200 meter - 22,17
- 400 meter - 48,70